# Піщана баня

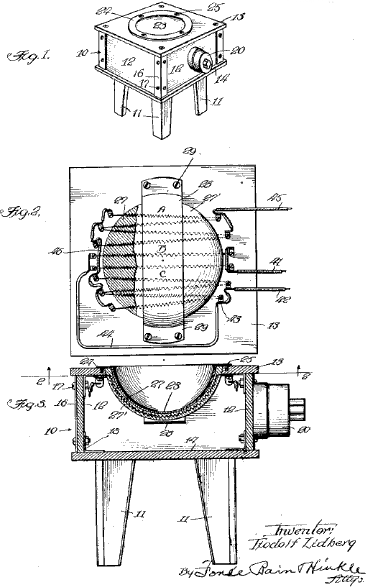
Схематична будова електричної піщаної бані

Піща́на ба́ня — нагрівальний прилад, що застосовується в лабораторній практиці. Така баня є резервуаром із кількасантиметровим шаром дрібнозернистого піску, що обігрівається електрично або за допомогою газового пальника.

Приклад застосування піщаної бані у перегонці (13 — електрична плитка, 14 — резервуар із піском)

Піщані бані дозволяють отримувати достатньо високу температуру нагрівання — близько 500—800 °C. Однак, на відміну від інших типів бань, вони прогріваються нерівномірно: через погану теплопровідність піску нижня частина нагрівається найбільше, а верхня — найменше. Це значно ускладнює підтримання необхідної температури. Її регулювання здійснюється коригуванням глибини занурення посудини (наприклад, колби) у пісок.